# Choukhrat Abbassov
Pour les articles homonymes, voir Abbasov.
Choukhrat Abbassov,, (né le 16 janvier 1931 à Kokand en République socialiste soviétique d'Ouzbékistan en Union Soviétique et mort le 25 avril 2018 à Tachkent en Ouzbékistan) est un réalisateur et scénariste soviétique puis ouzbek.

## Biographie
Abbassov gradue de l'Institut de théâtre et d'art de Tachkent Ostrovsky en 1949. Il a commencé sa carrière avec Mosfilm, puis la continue avec Uzbekfilm. Il est principalement connu pour avoir réalisé le film Mahallada Duv-duv Gap et avoir écrit Ozornik réalisé par Damir Salimov. Durant sa carrière, il reçoit plusieurs récompenses dont les plus notoires sont le titre d'Artiste du peuple de l'URSS en 1981, d'Artiste du peuple de l'Ouzbékistan en 1974 ainsi que les médailles Shuhrat et El-yurt Khurmati. Il est considéré comme l'un des fondateurs du cinéma ouzbek,,,.
Abbassov meurt dans l'hôpital du gouvernement N.1 à Tachkent le 25 avril 2018 où il était hospitalisé depuis plusieurs jours,.

## Filmographie

### Réalisateur
| Année | Film                                               |
| ----- | -------------------------------------------------- |
| 1958  | Vasisualiy Lokhankin (court)                       |
| 1960  | Tout le Mahalla en parle (uz)                      |
| 1963  | Ty ne sirota (téléfilm)                            |
| 1968  | Tachkent, ville du pain (Tashkent - gorod khlebny) |
| 1971  | Drame de l'amour (ru)                              |
| 1974  | Abu Raykhan Beruni                                 |
| 1977  | Ognennye dorogi (série)                            |
| 1989  | Malenkiy chelovek v bolshoy voyne                  |
| 1997  | Otamdan qolgan dalalar                             |

### Scénariste
| Année | Film                              |
| ----- | --------------------------------- |
| 1958  | Vasisualiy Lokhankin (court)      |
| 1971  | Drame de l'amour (ru)             |
| 1974  | Abu Raykhan Beruni                |
| 1978  | Ozornik                           |
| 1989  | Malenkiy chelovek v bolshoy voyne |
| 1997  | Otamdan qolgan dalalar            |